# Moonlight Bay
«Moonlight Bay» (в переводе с англ. — «Залив лунного света» или «Лунный залив») — популярная англоязычная песня, написанная Эдвардом Мэдденом (автор текста) и Перси Уэнричем (композитор). Песня была опубликована в 1912 году и стала умеренно известным джазовым стандартом.
Первые снискавшие популярность исполнения песни были выполнены американским ансамблем American Quartet и исполнительницей Долли Коннолли в 1912 году.

## Кавер-версии
Песня неоднократно исполнялась различными исполнителями (нередко при этом использовался лишь припев песни), а также звучала в нескольких фильмах. Среди наиболее известных исполнений можно упомянуть следующие:
- Гленн Миллер и его оркестр записали свою версию песни 22 марта 1937 года в особой свинговой аранжировке, выполненной самим Миллером[4][5].
- Песня звучит в американском фильме «Улица жестяных сковородок» (1940 год) в исполнении Элис Фэй[6]. В 1962 году песня вошла в альбом Фэй Alice Faye Sings Her Greatest Movie Hits[7].
- Группа The Mills Brothers записала свою версию песни в 1940 году для сингла на лейбле Decca[8].
- Песня звучит в американском музыкальном фильме «Бухта луны» (1951 год) в исполнении Дорис Дэй и Гордона Макрея[9]. Дорис Дэй также записала отдельную версию песни, которая вошла в её музыкальный альбом On Moonlight Bay, вышедший 2 июля 1951 года[10][11].
- Дуэтное исполнение песни Бингом Кросби и его сыном Гари Кросби было записано 22 марта 1951 года[12] и сумело достичь 14 позиции в чартах Billboard[13].
- В американском ситкоме 1978 г. «Такси» (2 сезон, 3 серия) Денни ДеВито и Кристофер Ллойд поют куплет песни On Moonlight Bay.

### Версия группы «Битлз»
Группа «Битлз» 2 декабря 1963 года исполнила фрагмент (припев) из этой песни (с пародийно изменённым текстом, см. ниже) в телевизионном шоу «Two of a Kind» (телеканал ATV) вместе с ведущими программы — комиками Эриком Моркамом и Эрни Уайзом. Данное исполнение звучало в завершении программы, до этого группа исполнила песни «This Boy» и «I Want To Hold Your Hand». Поскольку композиция «Moonlight Bay» была в то время узнаваемым феноменом массовой культуры, она хорошо подошла для завершения шоу (Эрни Уайз дополнительно сопроводил её словами «Что-то подходящее для возраста Эрика [Моркама]»). При исполнении песни Леннон, Маккартни, Харрисон и Старр, а также присоединившийся к ним Эрни Уайз надели шляпы-канотье и полосатые чёрно-белые жакеты, тогда как Моркам надел типичную для участников «Битлз» куртку без воротника, а также парик в стиле тогдашних для них причёсок. Именно Моркам делал ряд беззаботных замечаний между каждой отдельной строкой текста песни во время её исполнения. Запись этого живого исполнения была впервые официально опубликована 21 ноября 1995 на компиляционном альбоме Anthology 1.
В записи участвовали:
- Джон Леннон — вокал
- Пол Маккартни — вокал
- Джордж Харрисон — вокал
- Ринго Старр — ударные
- Эрни Уайз — вокал
- Эрик Моркам — вокал (прозаические интерлюдии между строками)
- Кенни Пауэлл — фортепиано

## Текст оригинальной песни
Voices hum, crooning over Moonlight Bay
Banjos strum, tuning while the moonbeams play
All alone, unknown they find me
Memories like these remind me
Of the girl I left behind me
Down on Moonlight Bay
We were sailing along
On Moonlight Bay.
We could hear the voices ringing;
They seemed to say:
«You have stolen my heart»
«Now don’t go ’way!»
As we sang «Love’s Old Sweet Song»
On Moonlight Bay
Candle lights gleaming on the silent shore
Lonely nights, dreaming till we meet once more
Far apart, her heart, is yearning
With a sigh for my returning
With the light of love still burning
As in of days of yore
Отдельные источники приводят другую версию третьей стоки припева («voices ringing» меняется на «darkies singing» с целью вызвать ассоциации к так называемым Менестрель-шоу). Однако в оригинальном тексте, опубликованном в 1912 году, упоминаются строки, приведенные выше.

## Текст исполнения «Битлз»
We were strolling along (twist and shout!)
On Moonlight Bay (whoo!)
We could hear the voices singing (I like it!)
You said you’d stay (Keep up, Bongo!)
You have broken my heart (oh, twist and shout!)
So go away (Have the Beatles gone? No, they’re here!)
With your short, fat hairy legs
On Moonlight Bay
On Moonlight Bay